# Rio Cean
O Rio Cean é um rio da Romênia, afluente do Santău, localizado no distrito de Satu Mare.